# Campeonato Paraibano de Futebol de 1942
O Campeonato Paraibano de Futebol de 1942 foi a 33ª edição do campeonato, organizado e dirigido pela Federação Desportiva Paraibana. Contou com a participação de 6 times e ao final, o estreante Clube Astrea, de João Pessoa conseguiu o seu primeiro título paraibano.

## Participantes
O campeonato estadual de 1942 contou com 6 participantes, foram eles:
| Clube                        | Cidade         |
| ---------------------------- | -------------- |
| Auto Esporte Clube (Paraíba) | João Pessoa    |
| Clube Astrea                 | João Pessoa    |
| Dolaport Esporte Clube       | João Pessoa    |
| Esporte Clube Cabo Branco    | João Pessoa    |
| Palmeiras Sport Club         | João Pessoa    |
| Treze Futebol Clube          | Campina Grande |

## Vencedor
| Campeonato Paraibano de Futebol de 1942 |
| --------------------------------------- |
| Clube Astrea Campeão (1º título)        |